# Bindungstheorie in der DDR
Eine ausschließlich bindungstheoretisch orientierte Forschung gab es in der DDR nicht. Die noch junge Bindungstheorie fand in der DDR 1957 durch einen Aufsatz von James Robertson, Mitarbeiter von J. Bowlby, in der Zeitschrift für ärztliche Fortbildung Beachtung. Im selben Jahr stellte Eva Schmidt-Kolmer in diesem Fachblatt Auszüge aus Bowlbys Aufsatz für die WHO Maternal Care and Mental Health vor.
In der Folgezeit kam es Ende der 1950er Jahre in der DDR zu einer Reihe von vergleichenden entwicklungspsychologischen Untersuchungen zwischen familiengebundenen Säuglingen und Kleinkindern, Tages- und Wochenkrippen- sowie Heimkindern. Die Untersuchungsergebnisse konnten für die familiengebundenen Kinder hinsichtlich der Morbidität, der physischen und psychischen Entwicklung sowie Adaptionsstörungen bei Milieuwechsel die besten Entwicklungsstände belegen. Mit zunehmendem Grad der institutionellen Betreuung nahmen die Entwicklungsrückstände und Störungen der Kinder zu. Kinderärzte und Entwicklungspsychologen wie C. v. Bothmer forderten Maßnahmen, die Adaptionsstörungen vermindern sowie den Kontakt zwischen den Müttern und Kindern erhalten sollten. Empfohlen wurde die Aufnahme des Kindes in eine institutionelle Einrichtung erst nach Vollendung des 2. Lebensjahres. Reformansätze wie eine konstante Betreuung der Kinder durch das Pflegepersonal, die stufenweise Eingewöhnung des Kindes oder familiäre Milieus in den Einrichtungen wurden entwickelt und erprobt.
Aufgrund erheblicher Risiken und Gefahren für die Entwicklung von Säuglingen und Kleinkindern verlagerte sich der Schwerpunkt der institutionellen Unterbringung von den Säuglingsheimen und Wochenkrippen mehr und mehr auf die Tageskrippenbetreuung. Auf politischen Druck aus Kreisen der DDR-Regierung und des Zentralkomitees der SED sollte dennoch ein höherer gesellschaftlicher Anteil an der Erziehung von Säuglingen und Kleinkindern erreicht werden. Nach dem Bau der Berliner Mauer 1961 kam es in der DDR zu keinen weiteren Veröffentlichungen der Bindungstheorie und vergleichenden Untersuchungen mit familiengebundenen Kindern. Die bisherigen Forschungsergebnisse wurden nicht weiter publiziert und gerieten, so wie die Bindungstheorie, in den Folgejahren in Vergessenheit. Die freien Forschergruppen in Halle, Leipzig oder Berlin wurden aufgelöst. 1966 wurde unter der Leitung von Eva Schmidt-Kolmer das zentralgeführte Institut für Hygiene des Kindes- und Jugendalters (IHKJ) als nachgeordnete Dienststelle des Ministeriums für Gesundheitswesen (MfGe) gegründet.
Bindungsaspekte fanden in der Kleinkindbetreuung wie z. B. Kinderkrippen keine Berücksichtigung mehr.